# Conférence islamique internationale de Grozny

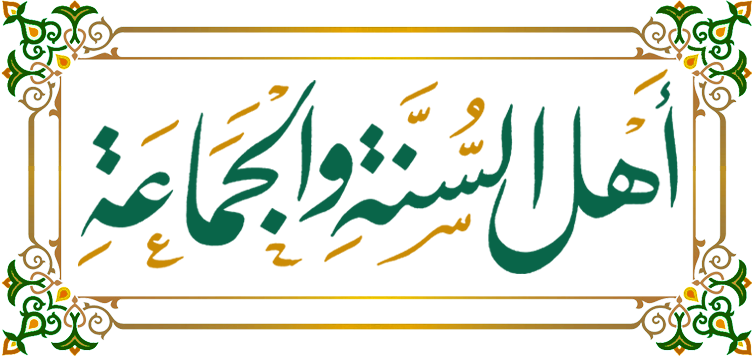
Typographie de la phrase Ahl As-sunnah Wa l-jamāʻah

Fin août 2016 à Grozny, en Tchétchénie, plus de 200 oulémas sunnites venus de nombreux pays musulmans se sont rassemblés pour discuter des frontières de leur identité religieuse collective. Des muftis et oulémas de la fédération de Russie se sont réunis du 25 au 27 août 2016 à Grozny, capitale de la République tchétchène, pour une conférence sur le thème : « Qui sont les Gens de la Tradition et du Consensus [Ahl al-Sunna wa-l-Jamâ‘a] ? » Dans le but de définir l’identité « des gens du sunnisme et de la communauté sunnite », une conférence inaugurée par le cheikh d’Al-Azhar, Ahmed el-Tayeb, s’est tenue sous l’égide du président Ramzan Kadyrov.
De grandes personnalités religieuses étaient présentes telles que le grand mufti d’Égypte, Cheikh Chawki Allam, le conseiller du président égyptien et le représentant du Comité religieux au Parlement égyptien, Cheikh Oussama al-Azhari, ou encore l’ancien grand mufti d’Égypte, cheikh Ali Jomaa, le grand mufti de Damas, cheikh Abdel Fattah al-Bezm, le prédicateur yéménite Ali al-Jiffri. Des figures religieuses toutefois toutes proches ou nommées par des régimes politiques (Syrie, Égypte, Yémen) classés comme parmi les plus autoritaires et corrompus au monde.
Dans le communiqué, les participants à la conférence sont convenus que « les gens du sunnisme et ceux qui appartiennent à la communauté sunnite sont les Acharites, les Maturidites, et les gens du hadith mufawwad au niveau de la doctrine, les quatre écoles traditionnelles de jurisprudence islamique sunnite (hanafite, malikite, chafi'ite et hanbalite), au niveau de la pratique, et les soufis de l'imam al-Junayd, au niveau de la gnose, de la morale et de l’éthique ».
La conférence a exclu clairement le wahhabisme salafiste de la définition du sunnisme, voire du cadre de la communauté sunnite.
Les participants à la conférence ont qualifié cette décision de « changement radical et nécessaire pour pouvoir rétablir le vrai sens du sunnisme, sachant que ce concept a subi une dangereuse déformation à la suite des efforts des extrémistes de le vider de son sens pour l’accaparer et le réduire à leur perception ».
Une allusion claire aux groupes takfiristes et wahhabites qui sont soutenus par l’Arabie saoudite.

## Le but de la conférence
L'un des buts de la conférence était de réunir le plus grand nombre possible de responsables musulmans pour condamner le wahhabisme saoudien qui conduit au terrorisme. Le but de la conférence était aussi de définir la véritable identité de la communauté sunnite. Une liste des mouvements authentiquement sunnites a été dressée, liste de laquelle est exclu le wahhabisme d’Arabie saoudite.

## Recommandations de la conférence
La conférence a proposé la création — en Russie — d’une chaîne de télévision qui concurrencera al Jazeera, qui transmettra le vrai message de l’islam sunnite et qui combattra l’extrémisme et le terrorisme. La conférence a également proposé la création d’un centre scientifique en Tchétchénie pour surveiller et étudier les groupes contemporains, pour réfuter et critiquer scientifiquement la pensée extrémiste. Les participants ont suggéré que ce centre porte le nom de Tabsyr (NDLR : « clairvoyance » en langue arabe).
La conférence a insisté sur la nécessité de revenir aux écoles de grande connaissance, en clair aux institutions religieuses sunnites telles que l'université d'Al-Azhar en Égypte, l'université Qarawiyin au Maroc, l'université Zaytouna en Tunisie et l'université Hadramawt au Yémen. La conférence a exclu les institutions religieuses saoudiennes, en particulier l'université islamique de Médine.
Une des recommandations adressées par la conférence  aux institutions sunnites a été d'offrir des bourses à ceux qui s'intéressent aux études de la charia, afin de contrer les études menées par l'Arabie saoudite qui promeut le takfirisme. La conférence a en outre rappelé que le wahhabisme s'inspire de la pensée d'Ibn Taymiyya, qui est mort en prison en 1328, après avoir été déclaré déviant par les érudits sunnites de son temps.
La conférence a également dénoncé Mohammed ben Abdelwahhab, qui avait fait couler le sang des musulmans, en ressuscitant la doctrine taymiyienne au XVIIIe siècle. Son mouvement avait été immédiatement condamné par l'ensemble du monde sunnite comme une résurgence du kharidjisme, en clair, une déviance extrémiste.
Deux documents émanent de cette conférence: le premier est une fatwa rédigée en russe définissant et condamnant explicitement le wahabisme. Le second est un compte-rendu de la conférence en arabe, qui ne pousse pas le degré de précision à ce point, au vu des réactions houleuses des religieux du Golfe .

## La réaction saoudienne
Cet événement, qui a réuni plus de deux cents oulémas, venus du monde entier, a déclenché une très vive controverse, en sous-entendant, dans son communiqué final, que le wahhabisme, le courant islamique ultra-rigoriste, qui a rang de religion d’État en Arabie saoudite, ne fait pas partie du sunnisme.
Au lendemain de la clôture de la conférence, qui a duré trois jours, la réaction saoudienne ne s’est pas fait attendre. Une campagne médiatique virulente s’est déclenchée, parrainée par les institutions religieuses et politiques en Arabie saoudite et au Qatar.